# Faustino Malaguti
Faustino Giovita Mariano Malaguti (Pragatto, 15 febbraio 1802 – Rennes, 26 aprile 1878) è stato un chimico italiano.

## Biografia
In gioventù fu patriota e perciò venne esiliato in Francia dopo i moti del 1830-31.
Docente e rettore all'università di Rennes dal 1842, a lui dobbiamo il modo di passare tramite nitrili da un acido al suo omologo superiore e vari studi sulle reazioni fotochimiche.
Oltre ai numerosi meriti strettamente scientifici, gli si deve attribuire anche quello di applicare la ricerca chimica all'agricoltura, dedicandovi alcuni scritti specifici.
Le lezioni di Malaguti sulla chimica dell'agricoltura furono considerate così tanto che vennero sovvenzionate dal Ministero dell'agricoltura e dell'alimentazione. Fu un esperto nel processo della serial killer francese Hélène Jégado, che operava per avvelenamento.
Dopo essere stato naturalizzato cittadino francese nel 1840, sposò Fanny Megissier, con la quale ebbe un figlio, Carlo. Morì a Rennes il 26 aprile 1878 a 76 anni. È sepolto al cimitero Nord di Rennes.

## Opere
Scrisse diverse decine di articoli scientifici, ai quali si aggiungono:
- Leçons de chimie agricole, Rennes 1848, alcune delle quali furono tradotte da Francesco Selmi (Lezioni di chimica agraria, Torino 1850), altre da Prospero Carlevaris (Nuove lezioni di chimica agraria dette nel 1853 dal professore Faustino Malaguti alla Facoltà di scienze di Rennes, Torino 1854)
- Leçons élémentaires de chimie, Paris 1853, tradotte in varie lingue, fra cui il cinese
- Cours de chimie agricole, Rennes 1858
- Chimie appliquée à l'agricolture, Paris 1862

Inoltre, con J.-H. Fabre:
- Notions de chimie, les sels et les métaux, Paris 1869
- Notions préliminaires de chimie, Paris 1877
- Chimie organique, Paris 1878